# Rybník (Domažlicei járás)
Rybník település Csehországban, a Domažlicei járásban. Rybník Poběžovice, Hora Svatého Václava, Mutěnín, Nemanice, Bělá nad Radbuzou, Tiefenbach és Stadlern településekkel határos. Lakosainak száma 148 fő (2024. január 1.).

## Népesség
A település lakosságának változását az alábbi diagram mutatja:
| Lakosok száma | 3021 | 3158 | 3365 | 138  | 198  | 181  | 192  | 188  | 166  | 148  |
|               | 1869 | 1900 | 1921 | 1961 | 1980 | 2011 | 2016 | 2019 | 2021 | 2024 |